# KNM A-3
Le KNM A-3 est un sous-marin norvégien du début du XXe siècle, l’un des sous-marins de classe A construit pour la Norvège. Lancé en 1913 au chantier naval allemand Germaniawerft à Kiel, il est accepté en service dans la marine royale norvégienne en 1914. Il sert jusqu'en avril 1940, lorsqu'il est coulé par son propre équipage pendant la campagne de Norvège.

## Conception et construction
Les sous-marins de classe A sont commandés en Allemagne par le gouvernement norvégien après l’acquisition par ce pays du premier sous-marin de la Marine royale norvégienne, le KNM Kobben. Les Norvégiens sont alors très satisfaits des caractéristiques de ce navire, construit en 1909. Dès novembre 1910, ils adressent donc un appel d'offres aux chantiers navals allemands afin d’acquérir davantage de sous-marins. Pour le client, le meilleur design est celui du chantier naval Germaniawerft, qui propose une version agrandie et plus lourdement armée du sous-marin Atropo construit pour la Regia Marina. En mai 1911, les Norvégiens commandent trois navires. En 1912, ils ajoutent à leur commande un navire supplémentaire. Un changement par rapport aux conceptions précédentes de Germaniawerft est les gouvernails arrière, actionnés par les hélices. Une nouveauté était d’équiper ces petits navires de gyrocompas.
Le KNM A-3 est construit au chantier naval Germaniawerft à Kiel,. Il est mis en chantier en 1911 et lancé en 1913,.

## Données techniques

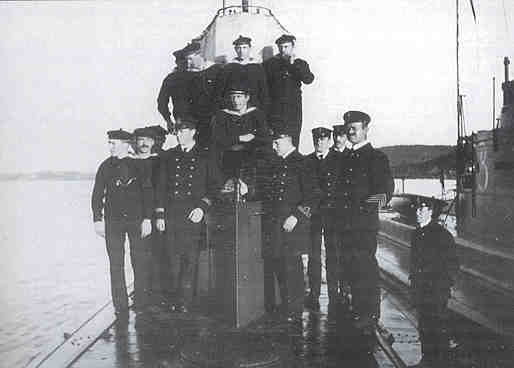
Des marins du KNM A-2 devant le kiosque.

Le KNM A-3 est un sous-marin à double coque d’une longueur totale de 46,5 mètres, d’une largeur de 4,8 mètres et d’un tirant d'eau de 2,7 mètres,. Le diamètre de la coque pressurisée est de 3,18 mètres. Le déplacement standard est de 250 tonnes en surface et 355 tonnes en immersion,. Le navire est propulsé en surface par deux moteurs Diesel Germaniawerft à 6 cylindres à deux temps, d’une puissance totale de 700 ch. Sous l’eau, il est propulsé par deux moteurs électriques SSW d’une puissance totale de 380 ch,. Deux arbres d'hélice lui permettent d'atteindre une vitesse de 14,5 nœuds en surface et de 9 nœuds en immersion,. L’approvisionnement en carburant est de 12,8 tonnes,, lui conférant une autonomie de 900 milles marins à 10 nœuds en surface et de 76 milles à 3,3 nœuds en immersion,. La profondeur d’immersion autorisée est de 50 mètres,.
Le navire était équipé de trois tubes lance-torpilles de 450 mm : deux à l’avant et un à l’arrière, avec un approvisionnement total de cinq torpilles,.
L’équipage du navire était composé de 17 officiers, officiers mariniers et matelots,.

## Service
Après son achèvement, au début de l’année 1914, le KNM A-3, accompagné de ses navires jumeaux KNM A-2 et A-4, effectue le voyage de Kiel vers la Norvège, arrivant à la base navale de Horten. Il est commissionné dans la Marine royale norvégienne cette année-là.
Au début de la Seconde Guerre mondiale, le navire est obsolète. Au moment de l’invasion allemande de la Norvège, le KNM A-3, ainsi que ses sister-ships A-2 et A-4, fait partie de la 1ère escadrille de sous-marins basée à Horten. Le navire a été coulé dans l’Oslofjord au large de Tønsberg dans la nuit du 15 au 16 avril 1940,.